# Pseudemys
Pseudemys es un género de tortugas de la familia Emydidae. Se distribuye por América del Norte. Son tortugas apacibles y tímidas, es muy común observarlas tomando baños de sol para regular su temperatura corporal después de haberse dado un baño. Viven en corrientes de aguas lentas como ríos de cauce lento, ciénagas, lagos, charcas y zonas de inundación.

## Especies
Incluye las siguientes especies:
- Pseudemys alabamensis
- Pseudemys concinna
- Pseudemys floridana
- Pseudemys gorzugi
- Pseudemys nelsoni
- Pseudemys peninsularis
- Pseudemys rubriventris
- Pseudemys texana

## Características

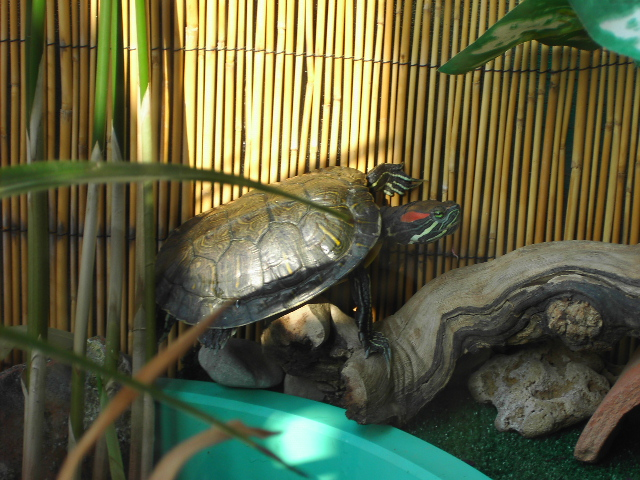
Trachemis Scripta Elegans, es común verla como mascota.

Ayudan a mantener el equilibrio de los ecosistemas que habitan y sirven de alimento, al igual que sus huevos, a otras especies de fauna silvestre que comparten sus hábitats. 
Normalmente se encuentran en zonas cálidas. Prefieren los lugares húmedos y arenosos para su reproducción.
Se alimentan normalmente de materia vegetal y de peces e invertebrados pequeños.
Se distinguen de las Trachemys, muy similares, en la forma de la mandíbula, más cuadrada y pronunciada en éstas, y más redondeada en las Trachemys, en que suelen alcanzar un mayor tamaño, y en la ausencia de las típicas manchas grandes en la sien que tienen las Trachemys. Las Pseudemys presentan, además, rayas más finas y menos abundantes en cara, cuello, patas y cola.

## Mantenimiento en cautividad
Si se quieren mantener ejemplares de esta especie, lo más recomendable es construir un estanque en el jardín. Esto hará las veces de embellecedor y de su hogar. El estanque debe tener mínimo 40 cm en la parte más profunda, que irá disminuyendo de forma progresiva hasta terminar en una playa, para facilitarles el acceso o salida del mismo.
Para cuando son crías es necesario un acuario. Deben tener agua suficiente para nadar.
Su alimentación debe ser muy variada: carne poco grasa, lombrices, peces enteros, caracoles, verduras...

## Disformismo sexual
Los machos suelen ser más pequeños que las hembras, y se distinguen principalmente por tener las uñas de las patas delanteras muy largas (las usan durante el cortejo).